# Lavagna
Pour les articles homonymes, voir Lavagna (homonymie).
Lavagna est une commune italienne de la ville métropolitaine de Gênes, dans la région Ligurie.

## Géographie
Lavagna appartient à la province de Gênes et se situe à 49 kilomètres de Gênes, chef-lieu de la province.
La commune compte 12 510 habitants en 2012 pour une superficie de 13,9 km2, soit une densité de population d'environ 930 habitants par kilomètre carré.

## Histoire
La famille Fieschi (ou Fiesque) famille patricienne de Gênes qui remonte aux premiers temps du Moyen Âge, posséda d'abord en pleine souveraineté et à titre de comté la ville de Lavagna, située à l'est de Gênes ( Rubaldo de Fiesco ou « Fieschi » avait été créé comte de Lavagna en 1060 ) mais la céda à la République génoise en 1198 en échange du droit de bourgeoisie et de noblesse.  

## Personnages liés à la commune
- Fanny Cadeo, (11 septembre 1970), actrice, chanteuse, animatrice de télévision, animatrice de radio et mannequin

## Administration
| Période                                  | Période | Identité | Étiquette | Qualité |
| ---------------------------------------- | ------- | -------- | --------- | ------- |
|                                          |         |          |           |         |
| Les données manquantes sont à compléter. |         |          |           |         |

### Hameaux
Cavi di Lavagna, Santa Giulia

### Communes limitrophes
Chiavari, Cogorno, Ne, Sestri Levante.